# العلاقات السويسرية السيراليونية
العلاقات السويسرية السيراليونية هي العلاقات الثنائية التي تجمع بين سويسرا وسيراليون.

## مقارنة بين البلدين
هذه مقارنة عامة ومرجعية للدولتين:
| وجه المقارنة                                              | سويسرا                                                                                      | سيراليون       |
| --------------------------------------------------------- | ------------------------------------------------------------------------------------------- | -------------- |
| المساحة (كم2)                                             | 41.28 ألف                                                                                   | 71.74 ألف      |
| عدد السكان (نسمة)                                         | 8.21 مليون                                                                                  | 7.56 مليون     |
| الكثافة السكانية (ن./كم²)                                 | 198.89                                                                                      | 105.38         |
| العاصمة                                                   | برن                                                                                         | فريتاون        |
| اللغة الرسمية                                             | اللغة الألمانية، اللغة الإيطالية، لغة فرنسية، اللغة الرومانشية، الألمانية السويسرية الموحدة | لغة إنجليزية   |
| العملة                                                    | فرنك سويسري                                                                                 | ليون سيراليوني |
| الناتج المحلي الإجمالي (بليون دولار)                      | 678.89 مليار                                                                                | 3.77 مليار     |
| الناتج المحلي الإجمالي (تعادل القوة الشرائية) بليون دولار | 518.07 مليار                                                                                | 10.13 مليار    |
| الناتج المحلي الإجمالي الاسمي للفرد دولار أمريكي          | 80.94 ألف                                                                                   | 653            |
| الناتج المحلي الإجمالي للفرد دولار أمريكي                 | 59.54 ألف                                                                                   | 1.97 ألف       |
| مؤشر التنمية البشرية                                      | 0.930                                                                                       | 0.413          |
| رمز المكالمات الدولي                                      | +41                                                                                         | +232           |
| رمز الإنترنت                                              | .ch، .swiss ‏                                                                                | .sl            |
| المنطقة الزمنية                                           | توقيت وسط أوروبا، ت ع م+01:00، ت ع م+02:00، أوروبا/زيورخ ‏                                   | 00             |

## منظمات دولية مشتركة
يشترك البلدان في عضوية مجموعة من المنظمات الدولية، منها:
| علم المنظمة | اسم المنظمة                               | تاريخ انضمام سويسرا | تاريخ انضمام سيراليون |
| ----------- | ----------------------------------------- | ------------------- | --------------------- |
|             | مؤسسة التمويل الدولية                     | 29 مايو 1992        | 10 سبتمبر 1962        |
|             | منظمة حظر الأسلحة الكيميائية              | ?                   | ?                     |
|             | يونسكو                                    | 28 يناير 1949       | 28 مارس 1962          |
|             | البنك الإفريقي للتنمية                    | ?                   | ?                     |
|             | الأمم المتحدة                             | 10 سبتمبر 2002      | 27 سبتمبر 1961        |
|             | الاتحاد الدولي للاتصالات                  | 1866                | 30 ديسمبر 1961        |
|             | منظمة الشرطة الجنائية الدولية             | ?                   | ?                     |
|             | البنك الدولي للإنشاء والتعمير             | 29 مايو 1992        | 10 سبتمبر 1962        |
|             | الاتحاد البريدي العالمي                   | ?                   | ?                     |
|             | مؤسسة التنمية الدولية                     | 29 مايو 1992        | 13 نوفمبر 1962        |
|             | منظمة التجارة العالمية                    | ?                   | ?                     |
|             | المركز الدولي لتسوية المنازعات الاستشارية | 14 يونيو 1968       | 14 أكتوبر 1966        |
|             | وكالة ضمان الاستثمار متعدد الأطراف        | 12 أبريل 1988       | 20 يونيو 1996         |

## وصلات خارجية
- موقع وزارة الخارجية السويسرية